# Hulpkanaal om Obergum
Het Hulpkanaal om Obergum (ook Omsnijdingskanaal genoemd) is een kanaal door het noorden van het dorp Winsum.
In 1856 is om het toenmalige dorp Obergum een kanaal aangelegd in verband met de verbreding van het Winsumerdiep tussen Onderdendam en Schaphalsterzijl. Het gedeelte ter hoogte van Winsum en Obergum kon niet worden verbreed, omdat hier de bebouwing dicht bij het water staat. Een "hulpkanaal" bood uitkomst.
Het kanaal begon oorspronkelijk bij het verbrede Temmaar. Tijdens de aanleg van de Spoorlijn Sauwerd - Roodeschool in 1893 is aan de westkant hiervan een spoordok gegraven tussen het Winsumerdiep en het Hulpkanaal, dat onderdeel van het kanaal werd.
Over het kanaal liggen de volgende tillen (bruggen).
1. de Streekstertil in de Onderdendamsterweg (N996)
2. de Pastorietil in de Crocuslaan
3. de Obergonvoetbrug (fietsbrug), als toegang naar het winkelcentrum Obergon
4. de Bolhuistil in de Binnensingel
5. de Plattil in de Ranumerweg
6. de brug in de N361 (ook wel Nieuwe Plattil genoemd)
7. de Aanlegstertil in de weg Het Aanleg
8. de G. Nijburgbrug achter de voetbalvelden van Viboa, aangelegd om een bal die per ongeluk over het kanaal werd getrapt, gemakkelijk op te kunnen halen. Tegenwoordig liggen aan beide zijden van het kanaal voetbalvelden.

De brug de Wierdatil bij de uitmonding in het Winsumerdiep is vervangen door een dam met duiker.
Het oostelijke deel van het kanaal is voor kleine schepen bevaarbaar tot de Plattil.

## Plattil
De naam van de Plattil (= platte brug) verwijst mogelijk naar die andere brug in Obergum, de Boog over het Winsumerdiep. Er was dus een platte brug en een boogbrug.